# Centre juridique franco-allemand
Das Centre juridique franco-allemand (CJFA) ist eine renommierte Einrichtung der Universität des Saarlandes unter dem Dach der rechtswissenschaftlichen Fakultät und ist die einzige Bildungseinrichtung in Deutschland, die auf deutschem Hoheitsgebiet einen französischen Universitätsabschluss in Rechtswissenschaften verleihen kann.
Es bietet deutschen und französischen Abiturienten ein paralleles Studium des deutschen und des französischen Rechts mit dem Abschluss Licence en droit. Bis zum Jahr 2006 hat das CJFA das DEUG Droit verliehen, das heute noch als Zwischendiplom verliehen wird.

## Geschichte
Das CJFA wurde im November 1955 als Centre d’Études Juridiques Françaises zu einer Zeit gegründet, als die heutige Universität des Saarlandes noch eine französische Universität war. Seit dem 15. Februar 1948 gab es bereits rechtswissenschaftliche Lehrveranstaltungen an der Universität.
In den Anfangsjahren des Centre d’Études Juridiques Françaises wurden nur Franzosen unterrichtet, die vor allem Kinder vom im Saarland stationierten französischen Verwaltungsbeamten waren. Das Centre d’Études Juridiques Françaises blieb bestehen, als die Universität des Saarlandes schließlich eine deutsche Universität wurde. Der Studiengang wurde für deutsche Studierende geöffnet, so dass diese im Rahmen eines Doppelstudiums gleichzeitig deutsches und französisches Recht studieren konnten und neben dem Juristischen Staatsexamen einen französischen Universitätsabschluss ablegen konnten. Es erfolgte die Umbenennung in Centre juridique franco-allemand.
Das Studium am CJFA dauerte zwei Jahre und schloss mit dem französischen Universitätsdiplom DEUG Droit ab. Die Lehrveranstaltungen fanden in französischer Sprache von französischen Universitätsprofessoren und Lehrbeauftragten statt. Französische und deutsche Studierende wurden gemeinsam unterrichtet.
Die Tatsache, dass eine deutsche Universität einen französischen Hochschulabschluss vergab, war ein absolutes Unikum und erfolgte auf der Grundlage einer für jeden Jahrgang neu zu erlassener Ermächtigung des französischen Bildungsministeriums in Paris.

## Gegenwart
Im Rahmen des Bologna-Prozesses und der damit verbundenen Umstellung auf Licence- und Master-Abschlüsse in Frankreich musste das CJFA seinen Studiengang Droit (franz. für Recht) grundständig überarbeiten. Im Rahmen einer Partnerschaft mit der Universität Paul Verlaine Metz wird seit dem Jahr 2006 ein drittes Studienjahr angeboten, das mit der Licence en droit (= französischer Bachelor) abschließt. Das DEUG Droit wird weiterhin nach zwei Studienjahren als Zwischendiplom verliehen. Das dritte Jahr findet in einer der Partneruniversitäten (Université Grenoble Alpes, Université de Lorraine, Université de Toulouse I Capitole, Université de Lyon II, Université Paris II, Université Nice Côte d’Azur, Université de Strasbourg) statt.

### Studium
Die ersten beiden Studienjahre der Licence en droit (L1 und L2) absolvieren die Studierenden in Saarbrücken auf dem Campus der Universität des Saarlandes, das dritte Jahr (L3) findet im an Saarbrücken angrenzenden französischen Saargemünd im Rahmen einer Partnerschaft mit der Universität Metz statt. Nach zwei Studienjahren erhalten Studierende das DEUG Droit, nach drei Studienjahren eine doppelte Licence en droit – eine Licence des CJFA und eine der Universität Metz.
Alternativ kann das dritte Studienjahr auch an einer der anderen Partneruniversitäten Panthéon-Assas (Paris II), Université Grenoble Alpes, Universität Nice Côte d’Azur, Universität Lyon II oder an der Universität Straßburg (Strasbourg III) besucht werden. In diesem Fall erhält man nach drei Studienjahren nur die Licence en droit der jeweiligen Partneruniversität.
Das Studium am CJFA wird in zwei Varianten angeboten:
- Variante A: Studierende, die in erster Linie das französische Recht betreiben und die französische Juristenausbildung durchlaufen möchten

- Variante B: Studierende, die vor allem das deutsche Rechtsstudium mit dem Ziel der ersten juristischen Staatsprüfung absolvieren möchten. Die Studierenden der Variante B nehmen an allen Veranstaltungen teil, die zum deutschen Studiengang Rechtswissenschaften der Universität des Saarlandes gehören. Die Variante B ist daher ein echtes Doppelstudium.

### Struktur des CJFA
Das Centre juridique franco-allemand, welches von den Ko-Direktoren Philippe Cossalter und Julien Dubarry geleitet wird, ist eine Institution, die sich als Mittler zwischen den Rechtskulturen Deutschlands und Frankreichs versteht.
Es besteht aus der Verwaltung des CJFA mit einem Generalsekretariat und zwei Lehrstühlen des französischen Rechts. Die Universität des Saarlandes ist damit die einzige Universität in Deutschland, die mit zwei Lehrstühlen des französischen Rechts ausgestattet ist: dem Lehrstuhl für französisches öffentliches Recht (Philippe Cossalter) und dem Lehrstuhl für französisches Zivilrecht (Julien Dubarry). Diese beiden Lehrstühle fördern die Verbreitung des französischen Rechts in Deutschland, helfen die Grundlagen für das Verständnis des deutschen Rechts in Frankreich zu legen und machen damit das CJFA zu einem kulturellen Vermittler zwischen den beiden Rechtssystemen.
Neben den Inhabern der beiden französischen Lehrstühle unterrichten am CJFA externe französische Universitätsprofessoren und Lehrbeauftragte. Diese kommen dafür überwiegend aus den grenznahen Universitäten Straßburg, Nancy und Metz.

## Berufsaussichten
Durch die zweisprachige Ausbildung in zwei Rechtsgebieten von Mitgliedstaaten der Europäischen Union finden Absolventen des CJFA vor allem als Unternehmensjuristen, als Beamte der Europäischen Union und in internationalen Organisationen Verwendung. So wurden Absolventen des CJFA in der Vergangenheit z. B. Botschafter, Mitarbeiter der Europäischen Kommission oder des Europäischen Gerichtshofs.